# Buffalo Springfield Again
Albums de Buffalo Springfield
Buffalo Springfield
(1967) Last Time Around
(1968)
Buffalo Springfield Again est le deuxième album du groupe folk-rock Buffalo Springfield paru en 1967 (Atco/Atlantic).
À noter deux chansons essentielles dans la discographie de Neil Young : Mr. Soul et Broken Arrow.
En 2003 et en 2012, l'album est classé au 188e rang par Rolling Stone magazine parmi les 500 meilleurs albums de tous les temps. Il est également cité dans l'ouvrage de référence de Robert Dimery Les 1001 albums qu'il faut avoir écoutés dans sa vie.

## Titres
| No  | Titre                   | Auteur        | Durée |
| --- | ----------------------- | ------------- | ----- |
| 1.  | Mr. Soul (en)           | Neil Young    | 2:35  |
| 2.  | A Child's Claim to Fame | Richie Furay  | 2:09  |
| 3.  | Everydays               | Steven Stills | 2:38  |
| 4.  | Expecting to Fly (en)   | Neil Young    | 3:39  |
| 5.  | Bluebird                | Steven Stills | 4:28  |
| 6.  | Hung Upside Down        | Steven Stills | 3:24  |
| 7.  | Sad Memory              | Richie Furay  | 3:00  |
| 8.  | Good Time Boy           | Richie Furay  | 2:11  |
| 9.  | Rock & Roll Woman       | Steven Stills | 2:44  |
| 10. | Broken Arrow (en)       | Neil Young    | 6:13  |

## Musiciens

### Buffalo Springfield
- Neil Young - guitare, piano, harmonica, chant
- Steven Stills - guitare, orgue, piano, chant
- Richie Furay - guitare rythmique, chant
- Bruce Palmer - basse
- Dewey Martin - batterie, chant

### Musiciens additionnels
- Chris Sarns - guitare sur Broken Arrow
- James Burton - Dobro sur A Child's Claim to Fame
- Charlie Chin - banjo sur Bluebird
- Jim Fielder - basse sur Everydays
- Bobby West - basse sur Bluebird
- Jack Nitzsche - piano électrique sur Expecting to Fly
- Don Randi - piano sur Broken Arrow
- The American Soul Train - section de cuivres sur Good Time Boy